# Корнилов, Афанасий Алексеевич
Афанасий Алексеевич Корнилов (1868 — 27 мая 1936, Биот, деп. Приморские Альпы — директор Хабаровского кадетского корпуса, генерал-майор. Участник Белого движения.

## Биография
Сын вице-адмирала Алексея Александровича Корнилова, внучатого племянника вице-адмирала Владимира Алексеевича Корнилова, героя Крымской войны. В 1888 году окончил 2-е Константиновское училище, откуда выпущен был подпоручиком в 125-й пехотный Курский полк.
Произведен в поручики с 7 августа 1891 года, в штабс-капитаны — с 6 декабря 1899 года, в капитаны — с 6 декабря 1901 года. В 1902 году окончил Николаевскую академию Генерального штаба. Произведен в подполковники 6 декабря 1904 года. С 4 августа 1910 по 14 августа 1913 года — помощник инспектора классов Вольского кадетского корпуса. С 14 августа 1914 года назначен инспектором классов Иркутского кадетского корпуса. С 1913 года — полковник. С октября 1915 по июнь 1920 года был инспектором классов Хабаровского кадетского корпуса. С октября 1918 года — генерал-майор.
С июня 1920 по февраль 1925 года был начальником Владивостокской школы для детей военнослужащих, директором Хабаровского кадетского корпуса (в Шанхае). После февраля 1925 года Корнилов отплыл на французском пароходе «Партос» в Сплит. Когда пароход прибыл в Сплит, Корнилов отправил телеграммы сербскому королю Александру, великому князю Николаю Николаевичу и Врангелю, докладывая о прибытии корпуса в Югославию.
В эмиграции проживал в Королевстве СХС, позже — во Франции. Умер в 1936 году. Его сын Аркадий (1893—1967) — подполковник 17-го гусарского Черниговского полка, георгиевский кавалер, участник Белого движения.